# Gerard J. M. van den Aardweg
Gerard J. M. van den Aardweg (* 1936 em Haarlem, conhecido como Gerard J. van den Aardweg) é um psicólogo natural dos  Países Baixos, que se ocupa principalmente com a homossexualidade.
Estudou psicologia na Universidade de Leiden e recebeu o título de PH. D. em psicologia na Universidade de Amsterdã. Trabalha como terapeuta há quase 50 anos na Holanda. Especializou-se em casos de homossexualidade e de problemas conjugais. Ministrou conferências no mundo todo, no Brasil inclusive na Pontifícia Universidade Católica de Campinas(PUC-Campinas), escrevendo diversos livros sobre homossexualidade e pedofilia, assim como a relação destes temas com outros: A atração homoerótica no sacerdócio, a Humanae Vitae e os efeitos da paternidade homossexual.
Van den Aardweg foi membro do Comitê Científico Assessor da Associação Nacional para a Pesquisa e Terapia da Homossexualidade, desde que a organização foi fundada em 1992. É também o editor europeu da revista Empirical Journal of Same-Sex Sexual Behavior.
Os livros publicados por ele incluem: A Batalha pela normalidade sexual, Homossexualidade e Esperança, Autopiedade Neurótica e Terapia Antiqueixa, e On the Origins and Treatment of Homosexuality.